# 星期四
星期四，又稱禮拜四或週四。
是指的是一週中星期三之後、星期五之前的那一天。
星期四的拉丁语名字是dies Iovis，意思是朱庇特日或木星日；法语是jeudi，来源于拉丁语；英语是Thursday，来源于日尔曼的风雨雷电之神索爾；俄语是，意思是“第四天”。
在古代中國、台灣日治時期和現在的日本、韓國、朝鮮，一星期以「七曜」來分別命名，星期四叫木曜日（목요일）。在中国民间口語稱禮拜四，在臺灣話也簡稱拜四。
一些国际标准（如ISO 8601）规定，一年的第一周是第一个包括星期四的那一个星期。
在英国，大选一般在星期四举行。
在泰国，星期四（วันพฤหัสบดี）的代表色是橙色。